# Anakaputhur
Anakaputhur (en tamil: அனகாபுத்தூர்) es una localidad de la India en el distrito de Kanchipuram, estado de Tamil Nadu.

## Geografía
Se encuentra a una altitud de 16 m.s.m. a 20 km de la capital estatal, Chennai, en la zona horaria UTC +5:30.

## Demografía
Según estimación 2010 contaba con una población de 39 329 habitantes.